# Беликов, Вианор Васильевич
Вианор Васильевич Беликов — русский агроном

, один из основателей и первый директор Российского общества любителей садоводства (1835), первый редактор «Журнала садоводства» (1838—1840). Масон.

## Биография
Воспитанник Московского благородного пансиона; в 1823 году окончил физико-математическое отделение Московского университета, защитив магистерскую диссертацию «Рассуждение о лучистой теплотворной материи».
После университета, увлёкшись мистическими и духовными науками, подолгу, — в общей сложности 15 лет, — жил у своих единомышленников-благодетелей. Наряду с мистикой Беликов глубоко интересовался вопросами усадебного садоводства, устройством правильных парков и оранжерей, пересадкой и разведением цветов, — фитологией.
Масон, постоянно посещал заседания различных масонских лож, был возведён в степень розенкрейцера, участник тайных собраний по 1828 год (розенкрейцерский круг П. И. Шварца).
В 1835 году, — очевидно, через своих покровителей, — Беликову удалось заинтересовать этими вопросами Государыню-Императрицу. В Москве было создано «Российское общество любителей садоводства»; одновременно, в подмосковном имении Студенец, подаренном государству меценатом Демидовым «для основания какого-либо общественного заведения», была открыта специальная «Школа садоводства», — «с целью подготовки опытных садовников». Сам Беликов стал директором и Общества, и школы.
Школа садоводства разбила в усадьбе обширные цветочные питомники и оранжереи, в которых выращивались растения на продажу. Очень славились студенецкие штамбовые розы более сажени высотой, коллекции георгин неоднократно получали на выставках первые премии. На островах парка выращивались саженцы различных пород деревьев и кустарников. В теплицах успешно вызревали виноград и персики, в саду насчитывалось 60 разновидностей груш и 15 слив. Воспитанники школы обучались теоретическим и практическим основам садоводства, занимались акклиматизацией растений.

В период размещения в Студенце школы садоводства в усадьбе также постоянно собирались посетители. Летом каждое воскресенье устраивались здесь гулянья, музыкальные вечера, спектакли, ужины, организовывались  катания на лодках и катерах по каналам сада, фейерверки и прочие эффектные зрелища.
в 1838 году Беликов был одним из инициаторов создания и первым главным редактором еженедельника «Журнал садоводства». В том же году его назначают директором московского Земледельческого училища. Однако исправлял Беликов эти должности недолго, — в конце 1840 года он заболел и в начале 1841-го, 9 января, скончался. Погребён в Москве.